# Eublemma simplex
Eublemma simplex är en fjärilsart som beskrevs av Hans Rebel 1907. Eublemma simplex ingår i släktet Eublemma och familjen nattflyn. Inga underarter finns listade i Catalogue of Life.